# زیج ایلخانی
زیج ایلخانی یکی از آثار خواجه نصیرالدین طوسی در حوزهٔ ستاره‌شناسی است. خواجه نصیرالدین طوسی «زیج ایلخانی» را از روی رصدهای انجام‌شده در رصدخانه مراغه تدوین کرده‌ است. این کتاب در سال ۶۷۰ هجری قمری نوشته شده است. زیج ایلخانی سده‌ها از اعتبار خاصی در بسیاری از سرزمین‌های آن زمان -از جمله در چین- برخوردار بوده‌ است و در سال ۱۳۵۶ میلادی (۳۰۰ سال پس از مرگ طوسی) ترجمه و در اروپا منتشر شد. قدیمی‌ترین نسخهٔ این زیج در کتابخانهٔ ملی پاریس نگهداری می‌شود.